# Heterophyidae
Heterophyidae är en familj av plattmaskar. Enligt Catalogue of Life ingår Heterophyidae i ordningen Opisthorchiida, klassen sugmaskar, fylumet plattmaskar och riket djur, men enligt Dyntaxa är tillhörigheten istället klassen Neodermata, fylumet plattmaskar och riket djur. Enligt Catalogue of Life omfattar familjen Heterophyidae 54 arter. 

## Bildgalleri

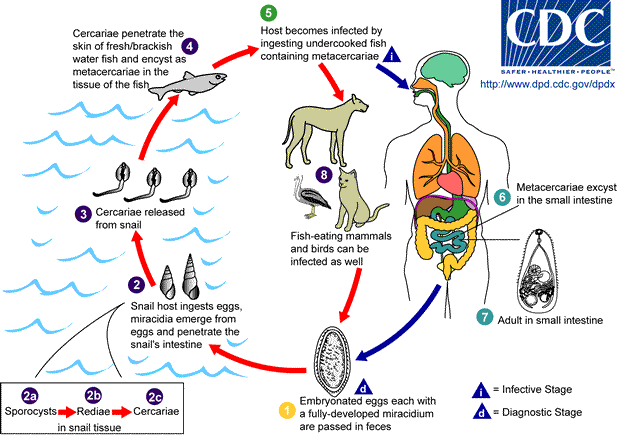
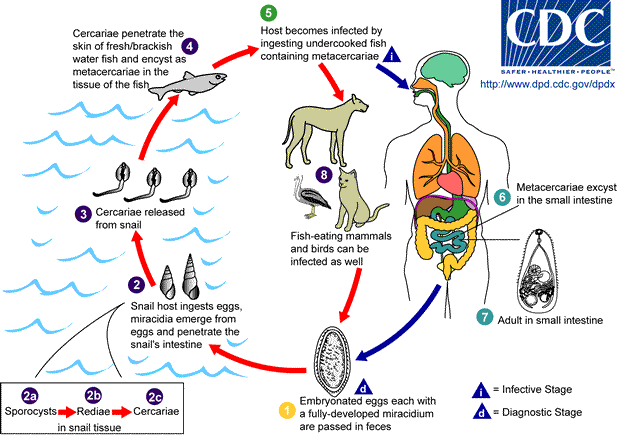

## Dottertaxa till Heterophyidae, i alfabetisk ordning[1][2]
- Adleriella
- Apophalloides
- Apophallus
- Ascocotyle
- Centrocestus
- Cercarioides
- Cryptocotyle
- Euhaplorchis
- Euryhelmis
- Galactosomum
- Haplorchis
- Heterophyes
- Heterophyopsis
- Leighia
- Metagonimoides
- Metagonimus
- Neostictodora
- Phagicola
- Phocitrema
- Phocitremoides
- Pholeter
- Pricetrema
- Procerovum
- Pseudascocotyle
- Pseudogalactosoma
- Pygidiopsis
- Pygidiopsoides
- Scaphanocephalus
- Stellantchasmas
- Stictodora